# Dun Vulan
Der eisenzeitliche Broch Dun Vulan (auch Dun Dulan, Dùn Mhulan, Dun Vulin oder Rudha Ardvull genannt) liegt auf einer ins Meer vorspringenden Halbinsel am Loch Aird a' Mhuile, bei Bornais (Bornish) auf der Westseite der Hebrideninsel South Uist in Schottland.

## Beschreibung
Der Broch wurde um 150 v. Chr. auf einer Insel in einem Süßwassersee errichtet, bevor das offene Meer durchbrach. Er hat einen Durchmesser von etwa 19,0 Metern, mit einem nach Osten gerichteten Zugang. Eine massive Doppelwand umschließt den nur teilweise erhaltenen intramuralen Gang, der Verbindungen mit dem Innenraum und dem Zugang hat. Das ursprüngliche Bodenniveau des Brochs lag 1,8 m unter der heutigen Oberfläche und die flachen Steine im heutigen Türbereich sind der Sturz des ursprünglichen Durchgangs ins Erdgeschoss. Es gab auch eine obere Etage, die auf einem Sims ruhte, der aus der Nordwand ragt. Ein Dach, für das es (auch bei anderen Brochs) keinen Nachweis gibt, könnte mit Treibholz errichtet worden sein, da South Uist zu diesem Zeitpunkt baumlos war. Der Müllhaufen vor dem Broch zeigt, dass die Nutzer des Brochs viel Schweinefleisch aßen.
Ein Zugang, in der Südseite der Mauer, führte in eine kleine (heute nicht mehr sichtbare), längliche Kammer in der Mauer, von der aus im Uhrzeigersinn eine Steintreppe verlief. Kurz nach dem Bau verursachte diese Treppe einen Bruch im Mauerwerk und dieser Teil der Wand fiel innerhalb von wenigen Jahrhunderten ein.
Um den Broch entstand in den ersten Jahrhunderten n. Chr. eine kleine Siedlung. Sie beinhaltete ein kleines und zwei größere rechteckige, steingepflasterte Häuser. Um 400 n. Chr. wurde im Inneren des inzwischen zerstörten Brochs ein Rundhaus errichtet.
Mit Ankunft der Wikinger, ab 795 n. Chr., wurde der Platz aufgegeben. Die „Borg“ auf der „ness“ (die Festung auf der Landzunge), wurde jedoch zum  nordischen Namen der Gemeinde, die heute Bornais heißt.